# Patricia Vico
Patricia Vico (Madrid, 27 de agosto de 1972) é uma actriz espanhola. Faz parte do elenco de Hospital Central desde 2004.

## Biografia
Ainda nova, Patricia abandona a carreira de publicidade para se dedicar ao trabalho de actriz. Assim, começa a estudar na famosa escola de Cristina Rota.
Sua carreira profissional começa em 1992 com Jesús Hermida na Antena 3, com o programa “La Noche de Hermida”.
Depois de participar em vários filmes e mini-séries com pequenos papéis, ela vira num rosto habitual do dia-a-dia televisivo quando se torna uma das protagonistas da série “La Casa de los Líos”, na qual esteve durante três anos trabalhando junto com Lola Herrera, Arturo Fernández, Miriam Díaz Aroca, Natalia Menéndez, Emma Ozores, entre outros.
Depois dessa série, ela atuou em “Esencia de poder” que não obteve os resultados desejados e foi retirado do ar. Mais sorte teve em “Paraíso”, uma série gravada na República Dominicana. Patricia Vico participou durante 4 temporadas nessa série, ao lado de nomes como Luis Fernando Alvés e Esperanza Campuzano.
Posteriormente, fez alguns filmes como “Pacto de Brujas” (2003), de Javier Elorrieta e “El Asombroso Mundo de Borjamari y Pocholo” (2004), de Juan Cavestany e Enrique López Lavigne. Mas o que realmente a levou para a fama e para os corações dos espanhóis foi o papel que fez em 2004, o da pediatra lésbica Macarena Fernandez na série “Hospital Central”. Com este papel, a actriz foi reconhecida e agraciada sobretudo pelo público homossexual, chegando a vencer ao lado da sua companheira na ficção, Fátima Baeza, o prémio Mostra Lambda. Um prémio bem merecido pelas duas actrizes que fizeram um espantoso trabalho em Hospital Central, ao se converterem em um dos casais mais acarinhados da ficção televisiva da Espanha.
Na vida real, Patrícia Vico tem como companheiro o diretor de cinema Daniel Calparsoro, com quem teve o primeiro filho, Hugo, em Julho de 2006. Por estar grávida durante as gravações de “Hospital Central”, os produtores da série resolveram que o mesmo aconteceria à sua personagem. Depois de ser mãe, a actriz esteve quase uma temporada inteira (a 12ª) fora da série, só aparecendo no último episódio da mesma. Pouco depois, voltou ao trabalho normalmente.
Ela ganhou duas vezes o prémio Shangay por seu desempenho em Hospital Central, juntamente com o papel de sua companheiro, Fatima Baeza.

## Carreira

### Televisão
| Ano           | Título                        | Personagem                            |
| ------------- | ----------------------------- | ------------------------------------- |
| 2012-Presente | Toledo                        |                                       |
| 2012          | Carmina                       | Carmina                               |
| 2004-2011     | Hospital Central              | Dra. Macarena 'Maca' Fernández Wilson |
| 2011          | Tormenta                      | Susana                                |
| 2009          | La ira                        | Verónica                              |
| 2005-2009     | El programa de Ana Rosa       | Ela mesma                             |
| 2005          | Lo + plus                     | Ela mesma                             |
| 2004          | Diez en Ibiza                 |                                       |
| 2000-2003     | Paraíso                       | Paula Santos                          |
| 2001          | Esencia de poder              | Claudia Daimpieri                     |
| 2000          | 7 vidas                       | Olga Freire                           |
| 1996-2000     | La casa de los líos           | Fifa                                  |
| 1995          | Hermanos de leche             | Maria Sopelano                        |
| 1994          | Los ladrones van a la oficina | Maria Sopelano                        |
| 1994          | Encantada de la vida          |                                       |
| 1992          | La Noche de Hermida           |                                       |

### Filmografia
| Ano  | Título                                    | Personagem |
| ---- | ----------------------------------------- | ---------- |
| 2010 | La recolectora                            | Sara       |
| 2007 | De 'Los Serrano' a 'Cuenta atrás'         | Ela mesma  |
| 2005 | Íntimos                                   |            |
| 2004 | El asombroso mundo de Borjamari y Pocholo | Ana        |
| 2003 | Pacto de brujas                           | Luisa      |
| 1996 | Sabor latino                              | Marta      |
| 1996 | Liberdade                                 | Patro      |
| 1996 | Un asunto privado                         | Clienta    |
| 1995 | Dile a Laura que la quiero                | Anne       |

## Prêmios e indicações
| Ano  | Trabalho nomeado   | Prêmio              | Indicação          | Resultado |
| ---- | ------------------ | ------------------- | ------------------ | --------- |
| 2009 | "Hospital Central" | Fotogramas de Plata | Melhor atriz de TV | Venceu    |
| 2005 | "Hospital Central" | Fotogramas de Plata | Melhor atriz de TV | Indicado  |